# 老夫妻の二連画
『老夫妻の二連画』（ろうふさいのにれんが、仏: ortraits de deux personnes âgées、英: Diptych of an elderly couple）は、初期フランドル派の画家ハンス・メムリンクが1470-1472年ごろに描いた夫妻の胸像肖像である。それぞれの肖像画は以前、釘で接続されていたが、1894年に別個に売却された際、分断された。現在、男性像はベルリン絵画館に、女性像はパリのルーヴル美術館に所蔵されている。２点を並べて眺めると、背景の風景は1つの全体像を形成する。

## 作品
二連画が分断される以前のことは何も知られていない。作品は、1894年4月にミラノのF. メアッツァ (F. Meazza) の売り立てで売却された。当時のボーデ博物館が男性像を購入し、後にウィリアム・ヘンリー・ジェームズ・ウィール が博物館で作品を見て、1901年のメムリンク目録に加えている。目録には、「別の初期の肖像画がベルリン絵画館にある。だいたい70歳くらいの男性の胸像で、左を向いており、手は欄干に置かれている。毛皮で縁取られた黒い布地の服を身に着けて、部分的に耳を覆っている黒い帽子を被っている。背景には草原と木々がある。右側には銃眼が付いた橋のある城がある。騎士が小川で馬に水を飲ませており、その小川はより幅の広い川に流れ込んでいる」。
女性像のほうはレオ・ナルドゥス により購入され、最終的に1908年、F. クランベルジェ (F. Kleinberger) からルーヴル美術館に売却された。それ以前に、女性像はウィールの1902年の展覧会のために貸し出されているので、彼はメムリンク目録を出版した直後に作品を見たにちがいない。目録では、ベルリンの肖像画の対作品であると言及されている。